# Psidium friedrichsthalianum
Psidium friedrichsthalianum là một loài thực vật có hoa trong Họ Đào kim nương ban đầu từ Costa Rica. Loài này được (O.Berg) Nied. miêu tả khoa học đầu tiên năm 1893.

## Hình ảnh

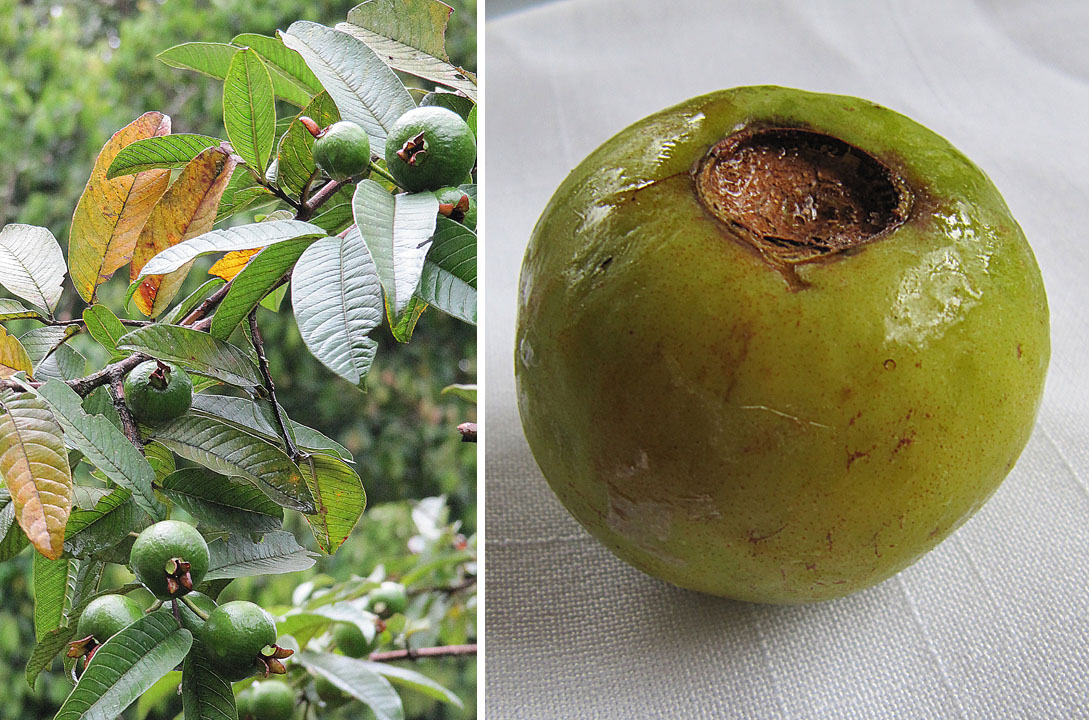